# Mariapia Zanardi Lamberti Lavazza
Mariapia Zanardi-Lamberti Lavazza es una clasicista, italianista, hispanista, investigadora, traductora, editora y catedrática italiana. Es experta en cultura y literatura europea; su mayor línea de investigación ha sido la literatura medieval y renacentista italianas. Se ha especializado en literatura española, particularmente en Cervantes y Miguel Hernández.

## Estudios, docencia y trayectoria académica
Estudió la licenciatura en Letras Clásicas en la Universidad de Milán y en la Universidad de Pisa. Fue discípula del crítico literario italiano Mario Fubini cuya formación se enfocó en la historia de la crítica literaria y, sobre todo, en el estudio y análisis métrico. Realizó una maestría en Literatura Hispánica sobre la evolución expresiva de la métrica de Miguel Hernández en la Universidad Nacional Autónoma de México (UNAM), obteniendo el título en 1997. Hizo un doctorado en Letras Hispánicas profundizando sus estudios en la experimentación métrica en la poesía juvenil de Miguel Hernández en la UNAM, obtuvo el grado en 1998. En ambos grados recibió mención honorífica y ganó la Medalla Alfonso Caso a la graduada más distinguida en 1998.
Fue profesora del Departamento de Letras Italianas de la Facultad de Filosofía y Letras de la Universidad Nacional Autónoma de México  en la cual ha impartido seminarios de historia y cultura europea, de literatura, de Edad Media y de Renacimiento desde 1974. Ha sido asesora en las áreas de estudios literarios y traducción. Ha impartido seminarios sobre Dante Alighieri, específicamente sobre la Divina Commedia, ininterrumpidamente durante más de quince años; es, sin duda, la mayor especialista en la materia en México.
En junio de 1994, junto con Franca Bizzoni, fundó la Cátedra Extraordinaria Italo Calvino que tiene por objetivo, por una parte, difundir la vida y obra del escritor Italo Calvino, quien es conocido por su estrecha relación personal y de estilo con la literatura hispanoamericana y, por otra parte, esta cátedra se instituyó como un foro para la promoción de la enseñanza e investigación de la lengua y literatura italianas. Ha editado y publicado junto con Franca Bizzoni los libros de las memorias resultantes de las Jornadas Internacionales de Estudios Italianos resultantes de dicha Cátedra.
Fundó, junto con Franca Bizzoni y un grupo de profesores de lengua y literatura italianas de diversas instituciones educativas de México, la Asociación Mexicana de Italianistas (AMIT) con el objetivo de ofrecer un espacio para la formación y actualización de profesores de italiano en el país y, al mismo tiempo, difundir la lengua y la cultura italianas. 
Ha impartido diversos cursos, conferencias y plenarias en varias universidades de México y del extranjero.
Ha realizado labores de difusión cultural a través de programas de televisión y radio. Participó en el programa televisivo cultural "Calidoscopio: Temas de Garibay" con Ricardo Garibay en Canal 13, Imevisión (México). Junto con Germán Dehesa realizó transmisiones culturales por radio. Ha colaborado en transmisiones culturales en televisión en el Canal22.

## Obras publicadas

### Artículos
Numerosos artículos (más de 100), entre revistas arbitradas, revistas de divulgación, memorias de congresos sobre literatura italiana, especialmente literatura medieval, y literatura española, principalmente Cervantes y poesía contemporánea española.

### Traducciones
Ha realizado múltiples traducciones de libros, libros colectivos y revistas, entre las cuales se encuentran: 
- Numerosas publicaciones de traducción poética en Italia en la revista Poesia de Nicola Crocetti de poetas españoles y mexicanos del siglo XX.

- Octavio Paz, La llama doble, Milano, Garzanti, 1993.

- Jon Juaristi, La sal de la culpa, antología bilingüe de la poesía de Jon Juaristi, introducción y traducción de Mariapia Lamberti, Edizioni E, Trieste,1990.

- Antonio di Tuccio Manetti, El cuento del Gordo carpintero, México, AUIEO, 2008.

### Libros
- El narrador y el crítico: un panorama de la narrativa italiana del siglo XX. Selección de los textos, edición, revisión de traducción, introducción y presentación de los narradores y críticos antologados a cargo de Mariapia Lamberti, México, UNAM, 2004.

#### Prólogos, ediciones y revisiones de traducción
- Giacomo Leopardi, Cantos, José Luis Bernal (trad.), prólogo y edición de Mariapia Lamberti, Granada, La Veleta, 1998.
- Giacomo Leopardi, Prosas morales, Jordi Teixidor (trad.), prólogo y revisión de Mariapia Lamberti, México, CONACULTA, 1995.

#### Publicaciones de la Cátedra Italo Calvino
- 50 anni di letteratura italiana (1945-1995) / 50 años de literatura italiana. Lecciones del curso impartido por Alfonso Berardinelli en septiembre de 1995, Mariapia Lamberti y Franca Bizzoni (eds.), José Luis Bernal (trad.), UNAM, FFyL, Cátedra Extraordinaria Italo Calvino, 1996.

- Palabras, poetas e imágenes de Italia. II Jornadas de Estudios Italianos, Mariapia Lamberti y Franca Bizzoni (eds.), UNAM, FFyL, Cátedra Extraordinaria Italo Calvino, 1997.

- Italia: la realidad y la creación. III Jornadas de Estudios Italianos, Mariapia Lamberti y Franca Bizzoni (eds.), UNAM, FFyL, Cátedra Extraordinaria Italo Calvino, 1999.

- La Italia del siglo XX. IV Jornadas Internacionales de Estudios Italianos, Mariapia Lamberti y Franca Bizzoni (eds.), UNAM, FFyL, Cátedra Extraordinaria Italo Calvino, 2001.

- Italia: literatura, pensamiento y sociedad. V Jornadas Internacionales de Estudios Italianos, Mariapia Lamberti y Franca Bizzoni (eds.), UNAM, FFyL, Cátedra Extraordinaria Italo Calvino, 2003.

- Italia a través de los siglos. Lengua, Ideas, Literatura. VI Jornadas Internacionales de Estudios Italianos, Mariapia Lamberti y Franca Bizzoni (eds.), UNAM, FFyL, Cátedra Extraordinaria Italo Calvino, 2005.

- Petrarca y el petrarquismo en Europa y América. Actas del Congreso Internacional (México, 18-23 noviembre 2004), Mariapia Lamberti (ed.), UNAM, FFyL, Cátedra Extraordinaria Italo Calvino, 2006.

- Italo Calvino y la cultura de Italia. VII Jornadas Internacionales de Estudios Italianos, Mariapia Lamberti y Franca Bizzoni (eds.), UNAM, FFyL, Cátedra Extraordinaria Italo Calvino, 2007.

- Italia y la generación 1900-1910. VIII Jornadas Internacionales de Estudios Italianos, Mariapia Lamberti y Franca Bizzoni (eds.), UNAM, FFyL, Cátedra Extraordinaria Italo Calvino, 2009.

- Italia y los italianos: lengua, literatura e historia. IX Jornadas Internacionales de Estudios Italianos, Mariapia Lamberti y Fernando Ibarra (eds.), UNAM, FFyL, Cátedra Extraordinaria Italo Calvino, 2011.

- Italia: 150 años como nación. X Jornadas Internacionales de Estudios Italianos, Mariapia Lamberti, Fernando Ibarra y Sabina Longhitano (eds.), UNAM, FFyL, Cátedra Extraordinaria Italo Calvino, 2013.

## Premios y distinciones
- Medalla Alfonso Caso, otorgada por la Universidad Nacional Autónoma de México en 1998.
- Comendador del Orden al Mérito de la República Italiana, por el gobierno de Italia en 2007.
- Reconocimiento Escuela Nacional de Altos Estudios, otorgado por la Universidad Nacional Autónoma de México en 2012.